# Adda de Bernicia
Adda fue un rey del reino anglosajón de Bernicia desde 560 hasta 568.
Adda fue uno de los muchos hijos de Ida, el primer líder de Bernicia. Poco se sabe por cierto de la vida y reino de Adda dada la poca documentación de esta época. Las pocas fuentes de información que existen varían ampliamente en el orden y duración de los reinos de los reyes bernicianos que vivieron entre la muerte de Ida y el comienzo del reino de Etelfrido en 592/593.
| Predecesor: Glappa | Rey de Bernicia 560 - 568 | Sucesor: Etelric |

- Datos: Q352784